# オレガ
有限会社オレガは、芸能プロダクション、舞台製作会社である。所在地は東京都渋谷区桜丘町。代表は井口淳。
2002年から毎年全国を巡業する公演を製作している。

## 所属タレント

### 男性
- モロ師岡
- 中西良太
- 瀬下尚人(THE CONVOY)
- 立花裕大
- 北嶋テツヤ
- 深来勝
- 加瀬竜彦
- 池田真一
- 竹匠
- 荻野貴匡
- 川口真五
- デビット伊東（チームディー）
- 髙頭祐樹（劇団プレステージ）
- 岩田玲（劇団プレステージ）
- 鈴木一成（現在は脱退）

### 女性
- 青山知可子
- 太田真希
- 坂井三恵
- 勇直子
- 田井弘子

## 製作舞台
- 2002年　Doris&Orega Collection Vol.1 エデンの南
- 2004年　Doris&Orega Collection Vol.2 大騒動の小さな家
- 2006年　Orega Challenge Vol.1 初仕事納め
- 2007年　Doris&Orega Collection Vol.3 コースター
- 2008年　Orega Challenge Vol.2 岡本でございます!
- 2008年　Doris&Orega Collection Vol.4 どんまいマインド
- 2009年　Orega Challenge Vol.4 夏の穴
- 2010年　Doris&Orega Collection Vol.5 ナンシー
- 2012年　Doris&Orega Collection Vol.6 地球の王様
- 2013年　Doris&Orega Collection Vol.7 ブラザーブラザー
- 2015年　Doris&Orega Paradise Walk oN!
- 2016年　イライザ〜深海にひそむ初恋〜
- 2017年　Doris&Orega＋水戸芸術館PRESENTS コースター2017
- 2018年　水木英昭プロデュース＆オレガ「陣内の門」１st ACT
- 2018年　Orega Presents Vol.1 初恋[1]

## 関連会社
- 有限会社チーム ディー - デビット伊東の個人事務所

## 業務提携
- ハート・レイ
- 永島敏行（グランドスラム）
- スケルトンカラー